# Slag bij Jenkins' Ferry
De slag van Jenkins' Ferry vond plaats op 30 april 1864 in Grant County Arkansas tijdens de Amerikaanse Burgeroorlog. Het was de laatste slag van de Camdenveldtocht waarbij relatief veel slachtoffers en twee generaal gevallen zijn. Dankzij deze overwinning slaagden de Noordelijken erin om zich terug te trekken naar Little Rock in Arkansas.

## Achtergrond
Na de Noordelijke nederlagen bij Poison Spring en Marks' Mills had generaal-majoor Frederick Steele zijn stellingen bij Camden moeten verlaten. In de nacht van 26 april op 27 april 1864 verlieten zijn soldaten hun stellingen en trokken zich terug richting Little Rock in Arkansas. De Zuidelijken hadden eerst deze terugtocht niet opgemerkt. Steeles soldaten gebruikten dezelfde pontonbrug om de Ouachita-rivier over te geraken die ze in het begin van de expeditie hadden aangelegd. De Noordelijken hadden dus kostbare tijd gewonnen op de Zuidelijken. Toen de Zuidelijken de aftocht ontdekt hadden, zetten ze onmiddellijk de achtervolging in. De Zuidelijken moesten eerst zelf de rivier overgeraken. Tegen de ochtend van 28 april hadden ze via een eigen aangelegde brug de rivier overgestoken. Deze vertraging gaf Steele nog meer voorsprong.
Ondertussen stuurde generaal-majoor Sterling Price de divisie van Samuel Maxey en twee cavaleriebrigades terug naar Oklahoma en Texas om een verwachte Noordelijke dreiging op te vangen. Brigadegeneraal James S. Fagan, overwinnaar van Marks’ Mill werd op een eigen missie gestuurd. Verschillende van zijn doelstellingen kon hij niet realiseren. Omdat hij de Saline-rivier niet overgeraakte, kon hij de Noordelijke opslagplaats van Pine Bluff niet vernietigen. Ook kon hij de Noordelijke communicatielijnen niet doorsnijden zoals Price bevolen had. Door gebrekkige communicatie zou Fagan en zijn 3.000 soldaten pas op 30 april 1864 bij Jenkins’ Ferry aankomen. Veel te laat dus om nog invloed te hebben op de veldslag.
Generaal-majoor Steele trok zijn eenheden terug in noordelijke richting via Princeton, Arkansas. Zijn leger werd voortdurend aangevallen door Zuidelijke cavalerie. Bij de Saline-rivier werden ze ingehaald door de hoofdmacht van Marmaduke. Toen de Noordelijken Jenkins’ Ferry bereikten dienden ze delen van hun pontonbrug te herstellen voor ze de rivier konden oversteken. Hierdoor had de rest van de Zuidelijke eenheden onder Kirby Smith en Price tijd om de Noordelijken in te halen. In de vroege ochtend van 30 april 1864 vielen de Zuidelijken de Noordelijke achterhoede aan. Steeles cavalerie was reeds op 29 april de rivier overgestoken. Nu moest Steele de Zuidelijke aanvallen lang genoeg tegenhouden tot zijn bagagetrein en zijn infanterie de rivier was overgestoken.

## De slag
Steeles Noordelijke eenheden arriveerden bij Jenkins’ Ferry langs de Saline-rivier om 14.00 op 29 april 1864 nadat ze enkelen dagen voordien waren vertrokken uit Camden. Door de hevige regenval was het waterpeil in de rivier sterk gestegen en waren de oevers in modderpoelen veranderd. De Noordelijken slaagden er niet in om de pontonbrug te herstellen, de bagagewagons en hun troepen over de rivier te krijgen tijdens de nacht van 29 op 30 april. De Noordelijke cavalerie waren de enigen die op 30 april de rivier hadden overgestoken.
Om de aanval van hun Zuidelijke achtervolgers op te vangen, bouwde de Noordelijke achterhoede borstweringen. Toen de Zuidelijken arriveerden, stonden ze tegenover een sterke defensieve linie. Steele zelf coördineerde de oversteek terwijl brigadegeneraal Samuel Rice en 4.000 infanteristen de achterhoede vormde.
Bij dageraad op 30 april arriveerde de Zuidelijke cavalerie onder Marmaduke Jenkins’ Ferry. Er vonden verschillende schermutselingen plaats met de Noordelijke infanteristen van de achterhoede. Dankzij de sterke defensieve en geografisch goed gelegen Noordelijke stellingen slaagde Marmaduke er initieel niet in om door te breken. Toen de Zuidelijke divisies van brigadegeneraal Thomas J. Churchill en brigadegeneraal Mosby M. Parsons arriveerden, werden ze onmiddellijk ingezet om de Noordelijke linie aan te vallen. De Zuidelijke divisies maakten weinig vooruitgang door de doorweekte ondergrond. Ze vielen slechts met brigades aan zodat hun volledige numerieke sterkte te versnipperd was om de Noordelijken uit hun stellingen te verjagen. Door de rook van het buskruit en opkomende mist was de zichtbaarheid op het slagveld vrijwel tot nul herleid. Enkel de soldaten die plat lagen of op hun knieën zaten, kon de vijand zien. Dit waren dus voornamelijke de Noordelijke verdedigers.
Toen bleek dat de divisies van Churchill en Parson weinig vooruitgang boekten, stuurde de pas aangekomen Kirby Smith de grote Texas infanteriedivisie van generaal-majoor John G. Walker naar voren. Walker zette de aanval in zoals zijn voorgangers, brigade per brigade in plaats van met een volledige divisie. Zijn drie brigadebevelhebbers raakten allen gewond tijdens de aanval. Twee van hen, brigadegeneraal William Read Scurry en kolonel Horace Randal overleefden hun verwondingen niet. Ook brigadegeneraal Samuel Rice zou bij de laatste aanval sneuvelen. Na het verlies van 1.000 soldaten tegen een sterke defensieve positie werden de aanvallen door de Zuidelijken gestaakt.

## De terugtocht
Rond 15.00u hadden alle resterende bagagewagens en kanonnen de rivier overgestoken. De karren die vastzaten in de modder werden in brand gestoken. Ook ten noorden van de rivier moest Steele nog karren achterlaten door de slechte weersomstandigheden. De Zuidelijken lieten ook de achterhoede ongemoeid de rivier oversteken. De Noordelijken hadden aan de overzijde van de rivier kanonnen en infanterie opgesteld om hun kameraden bij de oversteek te dekken. Toen de laatste soldaat veilig de rivier over was, werd de pontonbrug in brand gestoken. De Zuidelijken waren niet in staat om de Noordelijken te achtervolgen. Hiermee hadden ze hun kans verkeken om de Noordelijken onder Steele te vernietigen. Na drie dagen arriveerde Steele en zijn manschappen in Little Rock.

## Gevolgen
Relatief gezien verloren beide zijden veel soldaten. De Zuidelijke officiële cijfers spreken over 86 doden en 356 gewonden. De verliescijfers zullen na de mislukte aanval meer rond de 1.000 geschommeld hebben aangezien Walker geen verliescijfers heeft opgegeven. Ook de Noordelijke cijfers zijn waarschijnlijk niet volledig. Er is officieel sprake van 63 doden, 413 gewonden en 45 vermisten. Maar ook hun cijfers zijn niet volledig. Hun verliezen wordt geschat op 700.
De slag wordt gezien als een Noordelijke tactische overwinning. De Zuidelijken verloren niet alleen meer soldaten. De Noordelijken hadden succesvol hun oversteek afgerond. Vanuit strategisch oogpunt was deze slag en deze veldtocht een mislukking voor de Noordelijken. De Zuidelijken hadden Steele verhinderd om door te stoten naar Banks eenheden. Hierdoor is de inname van Shreveport voorkomen en behielden de Zuidelijken hun macht in Texas. Steele had meer dan 3.000 soldaten, 10 kanonnen, 635 karren en 2.500 muilezels verloren. Steele verloor ook Rice, Scurry en Randal.

## Aanbevolen literatuur
- Faust, Patricia L., ed., Historical Times Illustrated Encyclopedia of the Civil War. New York: Harper & Row, Publishers, Inc., 1986. ISBN 0-06-181261-7.
- Heidler, David S. and Heidler, Jeanne T., eds., Encyclopedia of the American Civil War: A Political, Social and Military History. New York: W.W. Norton & Company, Inc., 2000. ISBN 0-393-04758-X. Combines into one volume the original 5 volume work published by ABC-CLIO, Santa Barbara, California in 2000. Article on "Battle of Jenkins' Ferry", pp. 1068-1069 by Gregory J. W. Urwin. Article on "Red River Campaign," p. 1616 by R. Blake Dunnavent. Article on "Battle of Westport," p. 2093, by Mark J. Lause.
- Josephy, Jr., Alvin M., The Civil War in the American West. New York: Alfred A. Knopf, Inc., 1991. ISBN 0-304-56482-6.